# Miss USA 2001
Miss USA 2001, la 50.ª edición del concurso Miss USA, se llevó a cabo en Gary, Indiana (Estados Unidos) el 2 de marzo de 2001. Al final del evento, Lynnette Cole, Miss USA 2000 de Tennessee coronó a Kandace Krueger, de Texas, como su sucesora.
Por primera vez el certamen fue celebrado en Gary, en el Centro de Convenciones Genesis, y asimismo se realizó por primera vez a principios de marzo en dos años, después de ser celebrado en Branson, Misuri desde el 1999 al 2000 a principios de febrero.
Esta edición del Miss USA fue conducida por William Shatner, quien condujo por primera y única vez, los comentaristas fueron Tommy Davidson, Vanessa Minnillo, Miss Teen USA 1998 y Lara Dutta, Miss Universo 2000.  Los actos de entretenimiento fueron hechos por Lara Fabian, Evan and Jaron y The Warren Brothers.

## Resultados

### Resultados
| Posiciones        | Candidata |
| ----------------- | --- |
| Miss USA 2001     | - Texas - Kandace Krueger |
| Primera Finalista | - Distrito De Columbia - Liane Angus |
| Segunda finalista | - Georgia - Tiffany Fallon |
| Top 5             | - Misuri - Larissa Meek - Nevada - Gina Giacinto                                                                                             |
| Top 10            | - Míchigan - Kenya Howard - Oklahoma - Cortney Phillips - Oregón - Endia Abrante - Rhode Island - Yanaiza Alvarez - Tennessee - Lisa Tollett |

### Premios especiales
| Premio                                 | Candidata Ganadora                  |
| -------------------------------------- | ----------------------------------- |
| Miss Simpatía                          | Carolina del Norte - Monica Palumbo |
| Miss Fotogénica                        | Colorado - Katee Doland             |
| Premio Clairol Natural Instincts Style | Maryland - Megan Gunning            |
| Mejor en traje de baño                 | Misuri - Larissa Meek               |

### Puntuaciones de la competencia final
| \| Estado \| Traje de baño \| Gala \| Promedio \| Finalistas \| \| -------------------- \| ------------- \| ---- \| -------- \| ---------- \| \| Georgia \| 9.10 \| 9.33 \| 9.21 \| 9.45 \| \| Texas \| 9.38 \| 9.29 \| 9.33 \| 9.37 \| \| Distrito de Columbia \| 9.07 \| 9.21 \| 9.14 \| 9.32 \| \| Nevada \| 9.26 \| 9.30 \| 9.28 \| 9.16 \| \| Misuri \| 9.45 \| 9.39 \| 9.42 \| 8.02 \| \| Tennessee \| 9.21 \| 9.04 \| 9.12 \| \| \| Míchigan \| 8.98 \| 9.10 \| 9.04 \| \| \| Oklahoma \| 8.93 \| 9.08 \| 9.00 \| \| \| Rhode Island \| 8.93 \| 8.92 \| 8.92 \| \| \| Oregón \| 8.89 \| 8.49 \| 8.69 \| \| | Ganadora Primera finalista Segunda finalista Finalistas |      |          |            |
| Estado | Traje de baño                                           | Gala | Promedio | Finalistas |
| Georgia | 9.10                                                    | 9.33 | 9.21     | 9.45       |
| Texas | 9.38                                                    | 9.29 | 9.33     | 9.37       |
| Distrito de Columbia | 9.07                                                    | 9.21 | 9.14     | 9.32       |
| Nevada | 9.26                                                    | 9.30 | 9.28     | 9.16       |
| Misuri | 9.45                                                    | 9.39 | 9.42     | 8.02       |
| Tennessee | 9.21                                                    | 9.04 | 9.12     |            |
| Míchigan | 8.98                                                    | 9.10 | 9.04     |            |
| Oklahoma | 8.93                                                    | 9.08 | 9.00     |            |
| Rhode Island | 8.93                                                    | 8.92 | 8.92     |            |
| Oregón | 8.89                                                    | 8.49 | 8.69     |            |

## Delegadas
Las delegadas de Miss USA 2001 fueron:
| - Alabama - Laura Hoffman - Alaska - Ivette Fernandez - Arizona - Tasha Dixon - Arkansas - Jessie Davis - California - Jennifer Glover - Carolina del Norte - Monica Palumbo - Carolina del Sur - Candace Richards - Colorado - Katee Doland - Connecticut - Amy Vanderoef - Dakota del Norte - Michelle Guthmiller - Dakota del Sur - Beth Lovro - Delaware - Stacey Smith - Distrito de Columbia - Liane Angus - Florida - Julie Donaldson - Georgia - Tiffany Fallon - Hawái - Christy Leonard - Idaho - Elizabeth Barchas - Illinois - Rebecca Ambrosi - Indiana - Sarah McClary - Iowa - Clarissa Kroese - Kansas - Kristie Knox - Kentucky - Jo Pritchard - Luisiana - Heather Hayden - Maine - Melissa Bard - Maryland - Megan Gunning - Massachusetts - Dana Powell | - Míchigan - Kenya Howard - Minnesota - Anne Clausen - Misisipi - Melanie Vaughn - Misuri - Larissa Meek - Montana - CaCe Hardy - Nebraska - Sujoing Drakeford - Nevada - Gina Giacinto - Nueva Jersey - Jeanette Josue - Nueva York - Lisa Pavlakis - Nuevo Hampshire - Melissa Robbins - Nuevo México - Jennifer Adams - Ohio - Amanda Canary - Oklahoma - Cortney Phillips - Oregón - Endia Li Abrante - Pensilvania - Jennifer Watkins - Rhode Island - Yanaiza Álvarez - Tennessee - Lisa Tollett - Texas - Kandace Krueger - Utah - Tiffany Seaman - Vermont - Katy Johnson - Virginia - Kristel Jenkins - Virginia Occidental - Karen Long - Washington - Bre Sakas - Wisconsin - Kari Jo Dodge - Wyoming - Heather Jackelen |

## Curiosidades
Siete delegadas habían competido en el certamen de Miss Teen USA y Miss America y después cuatro delegadas ganaron los títulos estatales de Miss America.  Dos de ellas que compitieron en Miss USA 2001, Katee Doland y Elizabeth Barchas, se convirtieron después en ganadoras de triple coronas, al ganar los títulos estatales de Miss Teen USA, Miss USA y Miss America
Delegadas que anteriormente tuvieron la corona estatal de Miss Teen USA fueron:
- Sarah McClary (Indiana) - Miss Indiana Teen USA 1995
- Kristel Jenkins (Virginia) - Miss Virginia Teen USA 1995
- Larissa Meek (Misuri) - Miss Missouri Teen USA 1997
- Elizabeth Barchas (Idaho) - Miss Idaho Teen USA 1998
- Katee Doland (Colorado) - Miss Colorado Teen USA 1998 (Top 10 semifinalista en Miss Teen USA 1998)

Delegadas que anteriormente tuvieron la corona estatal de Miss America o que luego la ganaron fueron:
- Gina Giacinto (Nevada) - Miss Nevada 1999 (Premio de traje de baño en la preliminar)
- Katy Johnson (Vermont) - Miss Vermont 1999
- Jennifer Glover (California) - Miss California 2002
- Katee Doland (Colorado) - Miss Colorado 2003
- Elizabeth Barchas (Idaho) - Miss Idaho 2004 (premio de mejor entrevista)
- Heather Jackelen (Wyoming) - Miss Wyoming 2005